# Alfons ze Zurity
Alfons ze Zurity byl mexický řeholník Řádu mercedariánských rytířů.
Byl vždy upřímný a veřejný ochránce Neposkvrněného početí Panny Marie. Stal se prvním provinciálem v Mexiku. Muž velkého rozjímání a pokání, a předpověděl si svou smrt.
Jeho svátek je připomínán 6. června.